# آغنور
آغنور (بالإنجليزية: Agenor)‏ وأُطلِقَ عليه أحياناً «آغنوراس» ملك صيدا وأحياناً صور. هو ملك فينيقي والده بوسيدون وأمه ليبيا وأخوه بيلوس وأخته لاميا ملكة ليبيا، وأولاده من تيليفاسا هم أوروبا، وقدموس، وفـينكس [الإنجليزية]، وكيليكس، وثاسوس، وفنيس (بالإنجليزية: Phineas)‏. خطف زيوس ابنته أوروبا وهرب بها إلى اليونان فأرسل آغنور أولاده وزوجته للبحث عنها وإرجاعها.